# Station Gallieni-Cancéropôle
Station Gallieni-Cancéropôle is een spoorwegstation in de Franse gemeente Toulouse.